# Oermingen
Oermingen (deutsch Örmingen) ist eine französische Gemeinde mit 1114 Einwohnern (Stand 1. Januar 2021) im Département Bas-Rhin in der Region Grand Est (bis 2015 Elsass).

## Lage
Oermingen liegt im Norden des Krummen Elsass an der Eichel und gehört zum Kanton Ingwiller.
Die Nachbargemeinden im Kanton Ingwiller sind Dehlingen im Osten, Vœllerdingen im Süden, Keskastel im Südwesten und Herbitzheim im Nordwesten. Im Nordosten grenzt Oermingen an das Département Moselle.

## Geschichte
Oermingen gehörte zur Abtei Herbitzheim.

### Bevölkerungsentwicklung
| Jahr      | 1962 | 1968 | 1975 | 1982 | 1990 | 1999 | 2007 | 2012 | 2014 |
| Einwohner | 1491 | 1526 | 1393 | 1411 | 1315 | 1256 | 1230 | 1227 | 1244 |

## Verkehr
Oermingen hat einen Bahnhof an der Bahnstrecke Mommenheim–Sarreguemines, der im Regionalverkehr mit Zügen des TER Grand Est bedient wird.

## Persönlichkeiten
- Anton Gapp (1766–1833), französischer katholischer Priester und Gründer eines Schwesternordens in Homburg (Saar)